# Каша Михайло
Миха́йло Ка́ша (англ. Michael Kasha; 6 грудня 1920, Елізабет, Нью-Джерсі, США — 12 червня 2013, Таллахассі, Флорида, США) — видатний американський хімік (хімічна фізика), педагог українського походження. Член Американської академії мистецтв та наук, Національної академії наук (США). Професор біофізики, директор заснованого ним же Інституту молекулярної біофізики Флоридського державного університету.

## З життєпису
Народився у родині галицьких емігрантів у США Марії та Стефана Каш.
Навчався у Мічиганському, Каліфорнійському університетах (доктор фізико-хімічних наук 1945).
З 1943 року працював в університеті Берклі під керівництвом уславленого хімік-фізика Г. Н. Льюїса.
1951 року М. Каші запропонували посаду професора фізичної хімії в університеті штату Флорида, і його ім'я стало символом цього університету. Був професором і деканом хімічного факультету Флоридського університету.
Як педагог М. Каша виховав велику кількість студентів, багато хто з них зробив значний внесок у розвиток науки.
Працював в Інституті молекулярної біофізики при університеті штату Флорида, який він організував і очолював понад 20 років.
Президент Джиммі Картер 1979 року призначив професора М. Кашу членом національної Ради з науки. М. Каша — член низки американських національних академій, Бразильської академії наук (1991), почесний доктор наук університету Гонзага (Вашингтон, 1988), Гданського університету (Польща, 1992).
У 1992 році отримав диплом про обрання першим зарубіжним членом НАН України (обраний 1990 року, коли це була ще Академія наук УРСР.

### Творчий доробок
Праці з теорії про хімічну реакцію плутонію. Відкриття в теорії люмінесценції, спектроскопії із фізичним та біологічним використанням. Сформулював правило Каші — всесвітньовизнану складову молекулярної спектроскопії та сучасної фотохімії. Зробив значний внесок у розвиток американської науки, особливо молекулярної електронної спектроскопії та молекулярної фотохімії.

Гітари Михайла Каші.

У музичному світі відомий як конструктор унікальних гітар, з високими значеннями гучності та тривалості звуку (у звичайних конструкціях кожен із цих параметрів може бути підвищений лише за рахунок іншого). Гітари Каші високо оцінив Андрес Сеговія.

### Нагороди
За особливі досягнення в науці М. Каша неодноразово нагороджувався міжнародними відзнаками: медаллю Джорджа Портера та медаллю Роберта Маллікена, а також був удостоєний п'яти національних нагород США.
1998 року він був нагороджений премією Александра Яблонського.